# بقعة جي
البقعة جي أو بقعة جرافنبرج (نسبةً للطبيب النسائي الألماني إرنست جرافنبرج)، موضع يوصَف بأنها منطقة شهوة جنسيّة في المهبل، تؤدي إثارتها إلى حدوث إثارة جنسيّة قويّة، وإرجازات قويّة (هزّات جماع)، وحتى حدوث قذف. يتم عادةً الإبلاغ عن وجود البقعة جي حوالي 5 إلى 8 سم أعلى الجدار المهبلي الأمامي بين الفتحة المهبلية والإحليل وهي منطقة حسَّاسة قد تكون جزءاً من البروستات الأنثوية.

لم يتم إثبات وجود البقعة جي، ولا حتَّى مصدر القذف الأنثوي. وعلى الرغم من أن دراسة البقعة جي قد بدأت منذ أربعينيات القرن العشرين، ما يزال هناك خلاف مستمرّ على كونها بنية مفردة بالإضافة إلى تعريفها وموقعها. خلصت دراسة بريطانية أُجريت عام 2009 إلى أن وجود البقعة جي غير مثبت وغير موضوعي، اعتماداً على استبيانات وتجارب شخصيّة. بينما وجدت دراسات أخرى باستخدام الأمواج فوق الصوتيّة دليلاً فيزيولوجيَّاً على وجود البقعة جي عند النساء اللواتي أبلغن عن هزّات جماع أثناء الجماع المهبليّ. كما أن هناك فرضيَّة تقول بأن البقعة جي امتداد للبظر، وهذا (بحسب الفرضيّة) سبب هزّات الجماع التي حدثت مهبليَّاً.

يشعر علماء الجنس والباحثون بالقلق من اعتبار النساء اللواتي لا يحدث لهن استثارة بقعة جي أنفسهن مختلَّات، ويؤكّدون (أي العلماء والباحثون) أن هذا غير شاذ.

## البنية النظرية

### الموقع
تم استخدام طريقتان رئيسيتان لتعريف وتحديد موقع بقعة جي كمنطقة حساسة في المهبل: مستويات الإبلاغ الذاتي عن الشهوة خلال الإثارة، وكون إثارة البقعة جي تؤدي إلى قذف عند الإناث. كما تم استخدام تقنية الموجات فوق الصوتية لتحديد الاختلافات الفيزيولوجية بين النساء والتغيرات في منطقة البقعة جي خلال النشاط الجنسيّ.

يتم الإبلاغ عادةً عن أن موقع البقعة جي حوالي 50 إلى 80 ملم داخل المهبل، على الجدار الأمامي. بالنسبة لبعض النساء، تؤدي إثارة هذه المنطقة إلى نشوة أكثر من الإثارة البظريّة. وقد وُصفَت البقعة جي بأنها تحتاج إلى إثارة مباشرة، كالضغط بعمق بإصبعين عليها. كما أنه من الصعب محاولة إثارة هذه المنطقة خلال الإيلاج الجنسي، وخاصَّةً في وضعية التبشيري بسبب زاوية الإيلاج.

### المهبل والبظر
تحتاج النساء عادةً إلى إثارة بظرية مباشرة للوصول إلى هزة الجماع، ويمكن أن تتحقَّق أفضل إثارة للبقعة جي باستخدام الإثارة اليدوية والإيلاج المهبلي. هناك أيضاً ألعاب جنسيّة تُستخدم لإثارة البقعة جي، خصوصاً هزاز البقعة جي وهي دمية جنسيّة تشبه الفالوس مُصمَّمِة خصيصاً لإثارة منطقة البقعة جي، حيث تمتلك هذه الدمية تصميماً منحنياً مما يسهِّل الوصول إلى منطقة البقعة جي. تُصنَّع لعبة هزاز البقعة جي من المواد ذاتها التي تُصنَّع منها دمى الهزاز الأخرى، فقد تُصنَّع من البلاستيك القاسي أو المطاط أو السيليكون أو الهلام أو مزيج من هذه المواد. وعند استخدام الهزاز يعتمد مستوى الإيلاج على المرأة ذاتها، لأن فيزيولوجيا الجنس تختلف عند النساء. يمكن تعزيز إثارة البقعة جي عند استخدام قضيب أو هزاز البقعة جي عبر إثارة مناطق شهوة أخرى في جسد المرأة، كالبظر أو الفرج ككل. وعند استخدام هزاز البقعة جي، قد يتم هذا الأمر عبر الإثارة اليدوية للبظر بما في ذلك استخدام الهزاز كهزاز للبظر أو (إذا كان الهزاز مُصمَّماً لأجل هذا) تطبيق الهزاز على رأس البظر وباقي الفرج والمهبل في وقت واحد.

ذكرت دراسة أُجريت عام 1981 أن إثارة الجدار المهبلي الأمامي جعلت المنطقة تنمو بحوالي خمسين بالمئة، كما ذكرت الدراسة أن مستويات الشهوة/هزّة الجماع في البلاغات الذاتية في الدراسة كانت «أعمق» عند إثارة البقعة جي. دراسةٌ أخرى أُجريت عام 1983، اختبرت إحدى عشرة امرأةً من خلال ملامسة المهبل بأكمله بدوران باتجاه عقارب الساعة، وقد تحدّث الباحثون حينها عن استجابة خاصة عند إثارة الجدار المهبلي الأمامي عند أربع نساء، واستنتجوا أن هذه المنطقة هي البقعة جي. وفي دراسة أُجريت عام 1990، وُزِّعَ استبيان مجهول على 2350 امرأة محترفة في الولايات المتَّحدة الأمريكية وكندا، وتمت الإجابة على 55% من الاستبيانات وإعادة إرسالها. أبلغت 40% من المستجيبات عن إطلاق سائل (قذف) عند لحظة الإرجاز (هزّة الجماع)، وأن 82% من النساء اللواتي أبلغن عن المنطقة الحساسة (بقعة جرافنبرج) قد أبلغن عن حدوث قذف أثناء هزّة الجماع. وقد اقترنت العديد من المتغيِّرات بوجود هذا القذف المُتَصوَّر.

اقترح العديد من الباحثين أن هزّات الجماع المرتبطة بالبقعة جي والبظر تعود للمنشأ ذاته. وقد كان ماسترز وجونسون أول من حدَّد أن البنى البظرية محيطية وتمتد على طول وداخل الشفرين. عند دراسة دورة الاستجابة الجنسية عند المرأة بالنسبة لحالات الإثارة المختلفة، لاحظا أن لهزّات الجماع البظرية والمهبلية المراحل الاستجابة الجسدية ذاتها، وقد وجدا أن معظم الحالات قد استطعن أن يحققن هزات جماع بظرية، بينما قلَّة هنّ من استطعن الحصول على هزّة جماع مهبليّة. وعلى هذا الأساس، جادل ماستر وجونسون أن الإثارة البظريّة هي مصدر نمطي لهزّات الجماع سابقة الذكر (البظرية والمهبلية)، حيث أن البظر يُثار عند الإيلاج (إدخال القضيب) عبر الاحتكاك به.

قدَّم باحثون في جامعة لاكويلا دليلاً باستخدام الأمواج فوق الصوتيّة على أن النساء اللواتي يختبرن هزّات جماع مهبليّة، إحصائيَّاً يمتلكن نسيج أثخن من جدار المهبل الأمامي. ويعتقد الباحثون أن هذه النتائج ستجعل من الممكن إجراء اختبار سريع عند النساء للتأكد من وجود بقعة جي أو عدم وجودها. افترض أستاذ علم الأوبئة الوراثي تيم سبيكتور الذي شارك في كتابة بحث يُشكِّك بوجود البقعة جي، افترض أيضاً وجود سماكة نسيجيّة في منطقة البقعة جي: ويقول سبيكتور أن هذه السماكة قد تكون جزءاً من البظر، وليست منطقة شهوة منفصلة.

دعمت دراسة أُجريت عام 2005 استنتاج سبيكتور، وقد حقَّقت هذه الدراسة في حجم البظر- حيث اقترحت الدراسة أن نسيج البظر يمتد إلى الجدار الأمامي للمهبل. وقد أكَّدت الباحثة الرئيسية في الدراسة، طبيبة المسالك البوليّة الأستراليّة هيلين أوكونيل أن العلاقة المترابطة هي التفسير الفيزيولوجي للتخمين حول وجود البقعة جي وتجربة هزّة الجماع المهبليّة، آخذة بعين الاعتبار إثارة الأجزاء الداخلية من البظر خلال الإيلاج المهبلي. كما لاحظت أثناء التصوير بتقنية الرنين المنغناطيسي وجود علاقة مباشرة بين ساقي البظر أو جذوره والأنسجة الناعظة في «البصلات البظريّة» والجسم، والإحليل القاصي والمهبل. «الجدار المهبلي، في الحقيقة، هو البظر،» تقول أوكونيل. «إذا نزعت الجلد من المهبل على جانب الجدران، ستجد بصلات البظر - كتل مثلثية هلالية من الأنسجة الناعظة». وقد أجرت أوكونيل وباحثون آخرون عمليات تشريح على الأعضاء التناسليّة الأنثويّة على جثث، وقاموا بتصوير البنى لوضع خريطة للتعصيب في البظر، وكانوا مدركين مسبقاً أن البظر أكثر من كونه حشفة، وقد أكَّدوا عام 1998 أن هناك أنسجة ناعظة مقترنة بالبظر أكثر من التي تُوصف عادة في كتب التشريح. استنتجوا أن النساء لديهن أنسجة بظرية واسعة وأعصاب أكثر من غيرها، وخاصة أنهم لاحظوا هذا في جثث الصغار أكثر من كبار السن، وبالتالي بينما أغلب النساء يمكن أن يصلن إلى الرعشة الجنسيّة (هزة الجماع) عبر الإثارة المباشرة للأجزاء الداخلية للبظر، وقد تكون إثارة الأنسجة الأكثر عمومية من البظر عبر الإيلاج كافية بالنسبة لأخريات.

تحدّث باحثان فرنسيَّان هما أوديل بويسون وبيير فولديرز عن موجودات مشابهة لتلك التي تحدَّثت عنها أوكونيل. حيث نشرا عام 2008 أول تصوير ثلاثي الأبعاد للبظر الُمثار، وأعادا نشره عام 2009 مع بحث جديد، مظهرين فيه النسيج الناعظ لمنطقة البظر المنبثق والمحيط بالمهبل. وعلى أساس هذا البحث جادل الباحثان بأن النساء قادرات على تحقيق الرعشة الجنسيّة المهبليّة عبر إثارة بقعة جي لأن البظر شديد التعصيب ينسحب إلى القرب من الجدار الأمامي للمهبل عندما تكون المرأة مُثارة جنسيَّاً وخلال الإيلاج المهبلي. ويؤكدون أنه بسب ارتباط الجدار الأمامي للمهبل بشكل معقَّد بالأجزاء الداخلية للبظر، قد تكون إثارة المهبل بدون تنشيط البظر أشبه بالمستحيل. وفي منشورهم الصادر عام 2009 «أظهرت المقاطع الجبهية خلال الاتصال العجاني في حالة إيلاج إصبع، علاقة وثيقة بين جذر البظر والجدار المهبلي الأمامي». كما اقترح بويسون وفولديز «أن الحساسية الخاصة للجدار المهبلي الأمامي السفلي يمكن تفسيرها بضغط وحركة جذر البظر خلال الإيلاج المهبلي والاتصال العجاني التالي».

### بروستات أنثوية
قبلت اللجنة الفيدرالية للمصطلحات التشريحية عام 2001 البروستات الأنثوية كمصطلح دقيق لغدة سكين، التي يُعتقد أنها موجودة في منطقة بقعة جي على طول جدران الإحليل. جدير بالذكر أن البروستات عند الذكر تُنادد (تقابل) بيولولجيَّاً غدة سكين، وقد دُعيت بشكل غير رسمي بقعة جي الذكية لأنه يمكن استخدامها كمنطقة شهوة.

لاحظ رينيه دو جراف عام 1672 أن إفرازات (قذف الإناث) منطقة الشهوة تؤدي إلى تليين المهبل «بطريقة مقبولة خلال الجماع». وقد ربط الافتراضات العلمية الحديثة بين حساسية البقعة جي وحادثة القذف عند الإناث، وقد أدى هذا الربط إلى الفكرة القائلة بأن القذف الأنثوي غير البولي ينشأ من غدة سكين، جديرٌ بالذكر أن غدة سكين والبروستات الذكرية تقومان بالتأثير ذاته في دراسات مستضد النوعي للبروستات والفوسفاتاز الحمضي النوعي للبروستات، والتي قادت إلى اتجاه تسميّة غدد سكين بالبروستات الأنثويّة.
 بالإضافة إلى ذلك، فإن إنزيم PDE5 (يشارك في الخلل الوظيفي المتعلِّق بالانتصاب) يترافق مع منطقة بقعة جي. وبسبب هذه العوامل، تمت المجادلة بأن بقعة جي هي منظومة من الغدد والقنوات تقع داخل الجدار الأمامي للمهبل. وهناك نهجٌ مماثل يربط بين البقعة جي والإحليل الإسفنجي.

## الأهمية السريرية
توسيع بقعة جي (يُدعى أيضاً زيادة بقعة جي) إجراءٌ بقصد زيادة الرضا الجنسيّ مؤقتاً عند النساء النشطات جنسيَّاً في حالة وظيفية سويّة جنسيَّاً، بالتركيز على زيادة حجم وحساسية البقعة جي. يُجرى توسيع البقعة عبر محاولة تحديد مكان بقعة جي وملاحظة القياسات من أجل الرجوع إليها في المستقبل. بعد تخدير المنطقة بواسطة مُخدِّر موضعي، يُحقن كولاجين مُصمَّم بشريَّاً يُحقَن بشكل مباشر تحت مخاطية المنطقة التي تم استنتاج كونها البقعة جي.

فيما حذَّرت ورقة نشرها المعهد الأمريكي لأطباء التوليد وأطباء النسائية عام 2007 من أنه لا يوجد سببب طبي قانوني لتنفيذ هذا الإجراء، الذي يُعتبر روتينياً أو مقبولاً في المعهد، كما أنه لم يثبت فيما لو كان آمناً أو مؤثِّراً. تتضمن المخاطر المحتملة لهذا الإجراء الخلل الوظيفي الجنسيّ والعدوى وعُسْر الجِمَاع وحدوث التئامات وندبات. يتمثَّل موقف المعهد في أنه من غير الممكن حماية التوصية بهذا الإجراء. كما أن هذا الإجراء غير مُستحسن من قبل إدارة الغذاء والدواء في الجمعية الطبية الأميركية، كما أن العديد من الدراسات ترفض وصف هذا الإجراء بالسلامة أو الفاعليّة.

## المجتمع والثقافة

### الشك العام
بالإضافة إلى الشك في أوساط أطباء النسائية وعلماء الجنس والباحثين الآخرين عن وجود البقعة جي، اقترح فريق في كلية الملك في لندن في آواخر عام 2009 أن وجود البقعة جي شخصي. حيث أُجريت الدراسة على أكبر عينة من النساء حجماً آنذاك وهي حوالي 1800 امرأة من التواءم، وقد وجد الفريق أن التواءم لم يبلغوا عن بقعة جي متماثلة في استبياناتهم. وثَّق البحث تحت قيادة تيم سبيكتور دراسة 15 عام عن التواءم المتطابقة وغير المتطابقة. حيث تتشارك التواءم المتطابقة الجينات (المورثات) ذاتها، بينما تتشارك التواءم غير المتطابقة نصف الجينات. وطبقاً للباحثين، فإذا أبلغت إحدى التوءمين عن أن لديها بقعة جي، فمن المرجح أن يكون لدى أختها التوءم أيضاً بقعة جي، ولكن هذا النموذج لم يتحقَّق. يعتقد كاتبة الدراسة المساعدة أندريا بوري أن: «من الاستهتار الادِّعاء بوجود شيء لم يُثبت وممارسة الضغوط على النساء والرجال أيضاً.» وتقول أن أحد أسباب البحث كان إزالة مشاعر «عدم الأهليّة والتدنِّيّ» عند النساء اللواتي يفتقدن بقعة جي. رفض الباحث بيفرلي ويبل النتائج، مُعلِّقَاً أن للتوائم شركاء وتقنيّات جنسيّة مختلفة، وأن الدراسة لم تأخذ بعين الاعتبار المثليّات ومزدوجات الجنس.

عبّرت بيترا بوينتون وهي عالمة بريطانيّة كتبت في الجدال القائم حول البقعة جي عن قلقها حول ترويج فكرة البقعة جي التي تؤدي بالنساء إلى الشعور بـ«الخلل» إذا ما لم يختبروها. «نحن جميعاً مختلفون. تمتلك بعض النساء منطقة محددة داخل المهبل تكون حسَّاسة جداً، وبعضهن لا يمتلكنها  — وليس بالضرورة أن تكون هذه المنطقة الحسَّاسة في المنطقة المُسمَّاة البقعة جي،» تقول الباحثة بيترا. «إذا ما أنفقت المرأة كل وقتها قلقَةً حول ما إذا كانت طبيعيّة، أو إن كانت تمتلك بقعة جي أم لا، ستركِّز على منطقة واحدة فقط، وتتجاهل كل شيء آخر. هذا الادعاء يخبر الناس أن هناك طريقة واحدة وفُضلى لممارسة الجنس، وهذا أمر غير صحيح للقيام به.»

### النهايات العصبية
يُنتقد أنصار البقعة جي بسبب إعطائهم الكثير من المصداقية للأدلة القصصيّة، وطرق للتحقيق مشكوك بها، مثلاً تتضمن الدراسات التي تقدِّم أدلة إيجابية عن تحديد مكان للبقعة جي عينات صغيرة من المشاركين. وبينما يُستَشهَد بوجود تركيز أكثف من النهايات العصبيّة عند الثلث السفليّ للمهبل (قرب مدخله)، أظهرت بعض الفحوصات العلميّة لتعصيب جدار المهبل أنه لا يوجد منطقة مفردة ذات كثافة من النهايات العصبيّة أكبر مما سواها.

يعتبر العديد من الباحثين العلاقة بين غدد سكين والبقعة جي ضعيفة. فيما يحتوي الإحليل الإسفنجي الذي يُفترض أنه بقعة جي أيضاً، يحتوي نهايات عصبية حسية ونسيج ناعظ (انتصابي). ولكن الحساسيّة لا تُحدَّد بالكثافة العصبية فقط: تتضمن العوامل الأخرى نماذج تفرُّع النهايات العصبيّة والتعصيب الجانبي أو المتصالب للعصبونات. في حين يجادل معارضو البقعة جي في أنه يوجد القليل من النهايات العصبية اللمسية في المهبل وبالتالي فإنه لا يمكن أن توجد البقعة جي وفق التصوُّر الذي يعرِّفها، فيما يقول أنصار البقعة جي أن رعشات المهبل الجنسيّة تعتمد على أعصاب حس الضغط.

### البظر والجدالات التشريحية الأخرى
تحدَّى فينتشيزو بوبُّو فكرة وجود علاقة تشريحية بين البقعة جي والبظر، الذي قال بأن البظر مركز المتعة الجنسيّ عند الإناث، إلا أنه يرفض كما هيلين أوكونيل وباحثين آخرين، يرفض الوصف التشريحي والاصطلاحي للبظر. يقول بوبُّو: «بصلات البظر مصطلحٌ غير صحيح من وجهة نظر تشريحيّة وجنينيّة، في الواقع لا تتطور البصلات من القضيب، وهي لا تنتمي للبظر». كما يقول أن بصلات البظر «مصطلح لا يُستخدم في التشريح البشريّ» وأن البصلات الدهليزية هي المصطلح الصحيح، مضيفاً أن أطباء النسائية وخبراء الجنس ينبغي أن يخبروا الناس بالحقائق بدلاً ن الفرضيّات والآراء الشخصيّة. «الرعشات الجنسيّة البظرية والمهبلية والإحليلية، وبقعة النشوة G وA وC وU والقذف الأنثوي هي المصطلحات التي لا ينبغي أن يستخدمها علماء الجنس والنساء ووسائل الإعلام،» قال معلِّقاً أن «الجدار المهبلي الأمامي ينفصل عن الجدار الإحليلي الخلفي بالحاجز الإحليلي المهبلي (ثخانته 10-12 مم)» وأن «البظر الداخلي» غير موجود. كما يقول أن «الإحليل العجاني الأنثوي، الذي يقع في مقدمة الجدار المهبلي الأمامي، طوله (الإحليل العجاني الأنثوي) 1 سم والبقعة جي تقع في الجدار الحوضي للإحليل 2-3 سم داخل المهبل،». كما يعتقد أن القضيب لا يمكن أن يصل أثناء الإيلاج المهبلي حتى يتصل مع تجمع الأعصاب/الأوردة المضاعفة الواقعة حتى زاوية البظر الذي تحدَّث عنه جورج لودفيج كوبيلت، أو مع جذور البظر التي لا تمتلك مستقبلات حسيّة أو حساسيّة جنسيّة. على أي حال، فقد رفض التعريف الإرجازي للبقعة جي الذي ظهر بعد إرنست جرافنبرج، قائلاً أنه «لا يوجد دليل تشريحي للرعشة المهبليّة التي اخترعها فرويد عام 1905، بدون أي أساس علميّ».

يتناقض اعتقاد بوبُّو بعدم وجود علاقة تشريحيّة بين المهبل والبظر مع الاعتقاد العام بين الباحثين أن الرعشات المهبليّة نتيجة للإثارة البظريّة، حيث يؤكدون أن الأنسجة البظرية تتمدد، أو على الأقل تُستثار من البصلات البظرية، حتى في المنطقة التي تم الإبلاغ بشكل واسع عن كونها البقعة جي. يقول الباحث أميتشاي كيلتشيفسكي «وجهة نظري أن البقعة جي هي فقط تمدُّد للبظر على السطح الداخلي للمهبل، مماثلاً لقاعدة القضيب الذكري». ولأن التطور الجنيني الأنثوي هو الاتجاه «الافتراضي» للتطور الجنيني في غياب التعرّض الشديد للهرمونات الذكريّة وبالتالي فإن القضيب بشكل أساسي بظر نامي بواسطة هرمونات كتلك، ويعتقد كليتشفيسكي أنه لا يوجد سبب تطوُّري لامتلاك الإناث بنيتان منفصلتان قادرتان على إنتاج رعشات جنسيّة ويلوم صناعة الإباحية و«مروجي البقعة جي» «لتشجيعهم أسطورة» تميُّز البقعة جي.

الصعوبة العمومية لتحقيق الرعشات المهبلية من المرجح أنها تعود لتسهيل الطبيعة لعملية حمل الطفل عبر الحد بشكل كبير من عدد النهايات العصبية المهبليّة، تمثل هذه الصعوبة تحدٍّ للحجج القائلة بأن الرعشات المهبلية تساعد في تشجيع الإيلاج الجنسي من أجل تسهيل التكاثر. قالت أوكونيل أن التركيز على البقعة جي لاستبعاد بقية جسم المرأة «يشابه قليلاً تحفيز خصيتي الرجل بدون لمس القضيب وتوقُّع حدوث رعشة جنسيّة فقط لأن الحب موجود». تقول أوكونيل أيضاً أنه «من الأفضل التفكير بالبظر والإحليل والمهبل كوحدة واحدة لأنها مرتبطة ارتباطاً وثيقاً». كما ذكر إيان كيرنر أن البقعة جي يمكن «ألَّا تكون أكثر من جذور للبظر تقاطع الإحليل الإسفنجي».

نُشرت عام 2011 دراسة لجامعة روتجرز، وكانت هذه الدراسة أول دراسة ترسم خريطة للأعضاء التناسلية الأنثوية بحسب الجزء الحسي من الدماغ، وتدعم إمكانية وجود بقة جي مميزة. وعندما طلب فريق البحث من عدة نساء أن يقمن بإثارة أنفسهن داخل جهاز رنين مغناطيسي وهو يعمل، أظهرت مسوح الدماغ أن إثارة البظر والمهبل وعنق الرحم أضاءت مناطق مميزة من القشرة الحسيّة للمرأة، ما يعني أن الدماغ سجَّل مشاعر متميزة بين تحفيز البظر وعنق الرحم والجدار المهبلي - حيث يُبلغ عن بقعة جي. ويقول باري كوميساروك رئيس نتائج البحوث «أعتقد أن الجزء الأكبر من الأدلة يظهر أن بقعة جي ليست شيئاً خاصاً». يضيف «إنها ليست كقول 'ما هي الغدة الدرقية؟' فالبقعة جي أكثر من كونها شيء، مثل مدينة نيويورك شيء. إنها منطقة، إنها التقاء العديد من البنى المختلفة.»

عام 2009، عقدت مجلة الطب الجنسي نقاشاً من أجل جانبي قضية البقعة جي، وخلص النقاش إلى الحاجة للمزيد من الأدلة للتحقُّق من وجود البقعة جي. وعام 2012، قال العلماء كيلتشيفسكي وفاردي ولوينستين وغرينوالد في المجلة أن «التقارير في وسائل الإعلام العامة ستقود الإنسان إلى الاعتقاد بأن البقعة جي كيان متميّز جداً قادرة على توفير إثارة جنسيّة شديدة، ولكن هذا بعيد عن الحقيقة.» وأشار المؤلفون أن العشرات من التجارب حاولت التأكد من وجود البقعة جي باستخدام الدراسات الاستقصائية والعينات المرضية وطرائق تصوير متنوعة وواسمات كيميائية حيوية وخلصت إلى:
وجدت الاستقصاءات أن معظم النساء تعتقد أن البقعة جي موجودة في الواقع، على الرغم من أنه ليس جميع النساء التي تصدق بوجودها قادرات على تحديدهه. وقد أظهرت محاولات وصف التعصيب المهبلي بعض الاختلافات في انتشار التعصيب عبر المهبل، على الرغم من أن الموجودات لم تُثبت لتكون معترف بها عالمياً. وعلاوةً على ذلك، فإن الدراسات الشعاعية غير قادرة على إثبات كيان متميّز، بخلاف البظر الذي يؤدي إثارته إلى الرعشة المهبلية. وقد فشلت التدابير الموضوعية بتقديم دليل قوي ومتَّسق على وجود موقع تشريحي يمكن أن تكون مرتبطة لبقعة جي الشهيرة. على أي حال، تثير تقارير موثوقة وشهادات شائعة عن وجود منطقة عالية الحساسية في الجدار المهبلي الأمامي القاصي تثير مسألة فيما إذا كان قد تم تنفيذ طرائق التحقيق الكافية في البحث عن البقعة جي.
وأظهرت مراجعة عام 2014 من مجلة مراجعات طبيعية لعلم المسالك البولية أنه «لم يتم تحديد بنية واحدة توافق البقعة جي المميزة.»

## التاريخ
رأى الممارسون الطبيُّون أن إطلاق السوائل مفيد للصحة. في هذا السياق، استخدمت العديد من الطرائق خلال قرون لإطلاق «بذور نسائية» (عبر ترطيب المهبل أو قذف الإناث) كعلاج لاختناق الرحم أو الهيستيريا الأنثوية أو المرض الأخضر. تضمنت الطرق فرك القابلة لجدران المهبل أو إدخال قضيب أو أشياء بشكل قضيب داخل المهبل. وفي كتاب تاريخ V، تسرد كاثرين بلاكيدج مصطلحات قديمة لما تعتقد أنه يشير إلى البروستات الأنثوية (غدة سكين)، بما في ذلك الدفق الصغير، واللؤلؤ الأسود وقصر الين في الصين، وجلد دودة الأرض في اليابان، وساسباندا نادي في دليل الجنس الهندي أنانجا رانجا.

في القرن السابع عشر وصف الطبيب الهولندي رينيه دو جراف القذف الأنثوي وأشار إلى منطقة إثارة جنسيّة في المهبل وربطها بالبروستات الذكرية كمقابل لها، تحدَّث فيما بعد طبيب النسائية الألماني إرنست جرافنبرج عن هذه المنطقة فيما بعد. نُسبت صياغة مصطلح بقعة جي إلى أديجو وآخرون عام 1981 حيث سُميت نسبةً لجرافنبرج، ولأليس كان لاداس وبيفرليويبل وآخرون عام 1982. على الرغم من أن أبحاث جرافنبرج في الأربعينيات قد خُصِّصَت للإثارة الإحليلية، حيث يقول جرافنبرج «يمكن للمنطقة المثيرة أن تظهر دائماً على الجدار الأمامي للمهبل على طول مسار الإحليل». دخل مفهوم البقعة جي الثقافة العامة في منشور 1982 «البقعة جي والمكتشفات الحديثة الأخرى حول الجنسيّة البشريّة» بقلم لاداس وويبل وبيري، ولكنه انتقد فور نشره من قبل أطباء النسائية: حيث أنكر بعض الأطباء وجودها لأن غياب الإثارة يجعلها أقل قابلية للملاحظة، كما أن دراسات التشريح لم تبلغ عنها.

## روابط إضافية
- About.com – جنسيّ، «ما هي البقعة جي؟»، كوري سيلفربيرج نسخة محفوظة 2 يناير 2007 على موقع واي باك مشين.
- About.com – كيف تحدد بقعة جي خاصتك نسخة محفوظة 10 يوليو 2017 على موقع واي باك مشين.
- The-Clitoris.com – القذف الأنثوي، والبروستات الأنثوية، والبقعة جي
- مقالة حول «منطقة الرضا الجنسي لدى المرأة»: وهم أم حقيقة؟